# Liste mittelalterlicher Chroniken und Annalen
Die Liste mittelalterlicher Chroniken enthält Chroniken und Annalen des europäischen Mittelalters.

## Deutschland

### Lateinische Chroniken
Chroniken namentlich bekannter Autoren
- Chronik Gesta Hammaburgensis ecclesiae pontificum des Adam von Bremen
- Chronica Slavorum des Helmold von Bosau, um 1167
- Chronik Arnoldi Chronica Slavorum des Arnold von Lübeck, um 1210
- Chronik des Hermann von Reichenau
- Chronik des Klosters Rastede des Heinrich Wolters[1]
- Chronicon Archicomitum Oldenburgensium des Johannes Schiphower (nach 1503)
- Weltchronik des Otto von Freising
- Stedinger Cronica des Heinrich Vollers, 1618 bis 1650
- Chronik des Thietmar von Merseburg, um 1018
- Chronik des Widukind von Corvey
- Cronecken der Sassen des Cord Bote von 1492
- Braunschweiger Weltchronik des Hermann Bote, um 1500

Annalen
- Fränkische Annalen, 8./9. Jhd.
- Fuldaer Annalen
- Lorscher Annalen
- Kleine Lorscher Annalen
- Magdeburger Annalen
- Marbacher Annalen
- Annalen von Niederaltaich
- Nienburger Annalen, 12. Jhd.
- Pegauer Annalen, 12./13. Jhd.
- Pöhlder Annalen
- Quedlinburger Annalen
- Sindelfinger Annalen
- Steterburger Annalen
- Annalen der Welfen
- Xantener Annalen

Bischofschroniken
- Brandenburger Bischofschronik
- Bremer Bischofschronik des Heinrich Wolters (1450/51)[1]
- Halberstädter Bischofschroniken
- Magdeburger Bischofschronik
- Münsteraner Bischofschronik

Weitere Chroniken
- Chronica regia Coloniensis (Kölner Königschronik)
- Lübecker Chronik des Heinrich Rehbein
- Liber vitae historia monasterii Rastedensis (Chronik des Klosters Rastede)
- Sächsische Weltchronik

### Deutsche Chroniken
Reimchroniken
- Braunschweigische Reimchronik
- Reimchronik der Stadt Köln
- Mecklenburgische Reimchronik
- Reimchronik von Worringen des Jan van Heelu auf mittelniederländisch

Weitere Chroniken
- Schöppenchronik
- Schedelsche Weltchronik
- Schenen und Rynsbergen Chronica von Gerd Rinesberch, Herbord Schene und Johann Hemeling

## Weitere Länder
Dänemark
- Gesta Danorum des Saxo Grammaticus

England
- Angelsächsische Chronik

Frankreich
- Fredegar-Chronik
- Chronik des Gregor von Tours
- Liber Historiae Francorum
- Annalen von St. Bertin
- Metzer Annalen
- Annalen von St. Vaast

Irland
- Annalen der vier Meister
- Annalen von Inisfallen
- Annalen von Loch Cé
- Annalen von Tigernach
- Annalen von Ulster

Österreich
- Salzburger Annalen
- Steirische Reimchronik

Polen
- Cronicae et gesta ducum sive principum Polononorum des Gallus Anonymus
- Annalen des Jordanes
- Annalen des Domkapitels Krakau
- Posener Annalen

Rus
- Hypatiuschronik
- Nestorchronik

Schweiz
- Chronik des Gerold Edlibach
- Chronik des Hans Fründ
- Chronik des Konrad Justinger
- Chronik des Diebold Schilling der Ältere
- Chronik des Diebold Schilling der Jüngere
- Chronik des Werner Schodoler
- Chronik des Christoph Silberysen
- Chronik des Benedikt Tschachtlan
- Chronik des Johann Jakob Wick

Ungarn
- Gesta Hungarorum des Anonymus
- Gesta Hunnorum et Hungarorum, auch Gesta Hungarorum, des Simon Kézai